# Reynoldsov broj
Reynoldsov broj (oznaka Re) je bezdimenzijska značajka koja služi kao kriterij prema kojemu se može utvrditi hoće li u danim okolnostima nastupiti laminarno ili turbulentno strujanje fluida. Općenito je:
{\displaystyle \mathrm {Re} ={{\rho \cdot {\mathbf {v} }\cdot l} \over {\eta }}={{{\mathbf {v} }\cdot l} \over {\nu }}}
gdje je:
- {\displaystyle {\mathbf {v} }} - najveća[2] brzina strujanja fluida (SI mjerna jedinica: m/s);
- {\displaystyle {l}} - odabrana duljina, na primjer duljina cijevi, srednja duljina tetive krila zrakoplova i slično (m);
- {\displaystyle {\eta }} - dinamička viskoznost fluida (Pa·s ili N·s/m² ili kg/(m·s));
- {\displaystyle {\mathbf {\nu } }} - kinematička viskoznost fluida ({\displaystyle {\mathbf {\nu } }=\eta /{\rho }}) (m²/s);
- {\displaystyle {\rho }\,} - gustoća fluida (kg/m³).

Uz Machov i Prandtlov broj, Reynoldsov je broj glavni kriterij ponašanja fluida u aerodinamici i hidrodinamici (mehanika fluida).
Brzina kod koje nastaje turbulentno strujanje zove se kritična brzina. Osborne Reynolds je pokusima utvrdio da prijelaz iz laminarnog u turbulentno strujanje ovisi o brzini tekućine i o njezinoj viskoznosti. Isto je tako pokusima ustanovljeno da je za vrijednost Reynoldsovog broja manjeg od 2 320 strujanje kroz glatku cijev laminarno, a za vrijednost Reynoldsovog broja većeg od 2 320 strujanje kroz glatku cijev je turbulentno. Postoje ekstremni slučajevi, npr. kod tanke glatke kapilare laminarno strujanje je još uvijek pri Re = 50 000, dok primjerice kod izrazito hrapave površine turbulentno strujanje nastupa pri Re < 2 320. Poznavanje Reynoldsovog broja vrlo je važno kod proračuna cijevi jer prilikom turbulentnog strujanja može nastati njihovo pucanje.

## Strujanje
Strujanje je gibanje tekućine ili plina (fluida). Prema putanji strujanja razlikuje se laminarno i turbulentno strujanje. Kod laminarnoga strujanja sve čestice u istom sloju fluida imaju istu brzinu, to jest svi slojevi fluida gibaju se paralelno i fluid se nužno giba sporo. Kada brzina poraste, slojevi se miješaju i strujanje postaje turbulentno. Prema promjenljivosti brzine razlikuje se: stacionarno strujanje, kod kojega je količina tvari koja prođe kroz svaki presjek konstantna, i nestacionarno strujanje, kod kojega se ta količina mijenja. Ovisno o tome stvaraju li se pri strujanju vrtlozi; razlikuje se vrtložno i potencijalno strujanje. Strujanje je vrtložno ako se stvaraju vrtlozi, a ako se vrtlozi ne stvaraju, brzina strujanja može se prikazati s pomoću takozvane potencijalne funkcije pa se takvo strujanje naziva potencijalno.
Prijenos topline strujanjem je konvekcija.